# Ictericodes depuncta
Ictericodes depuncta är en tvåvingeart som först beskrevs av Erich Martin Hering 1936.  Ictericodes depuncta ingår i släktet Ictericodes och familjen borrflugor. Inga underarter finns listade i Catalogue of Life.